# 圆齿褶龙胆
圆齿褶龙胆（学名：Gentiana crenulato-truncata）是龙胆科龙胆属的植物，为中国的特有植物。分布在中国大陆的青海、西藏、四川等地，生长于海拔2,700米至5,300米的地区，一般生于山沟草滩、山顶祼露地、山坡沙质地、高山草甸、高山碎石带和湖边沙质地，目前尚未由人工引种栽培。